# Elias Gaspar Pelembe
Elias Gaspar Pelembe   (Maputo, 13 de novembre de 1983), anomenat Domingues, és un futbolista moçambiquès de la dècada de 2010.
Fou internacional amb la selecció de futbol de Moçambic.
Pel que fa a clubs, destacà a Mamelodi Sundowns i Bidvest Wits.